# Ту-230
Ту-230 (проект «230») —  проект советского дальнего гиперзвукового ударного самолёта. Разрабатывался в ОКБ Туполева под общим руководством А. Н. Туполева и А. Л. Пухова, ведущим по теме был назначен Ю. А. Фазылов. Проектирование было начато в 1983 году и завершено в 1985 году.

## Технические подробности
Самолёт должен был развивать скорость М=4 при массе 180 тонн, из которых топливо составляло 106 тонн. Максимальная дальность полёта должна была составить 8000-10000 км. при продолжительности 2-3 часа, крейсерская высота полёта 25-27 км. Из нескольких вариантов аэродинамических компоновок в качестве базовой была принята компоновка самолета-бесхвостки с треугольным крылом, близкая к Ту-144 и проекту Ту-244. Силовая установка должна была состоять из четырёх комбинированных турбореактивных двигателей Д-80.

### Технические характеристики
- Экипаж: 2 человека
- Длина: 54,15 м
- Размах крыла: 26,83 м
- Высота:
- Площадь крыла:
- Профиль крыла:
- Масса пустого:
- Масса снаряжённого:
- Нормальная взлётная масса:
- Максимальная взлётная масса: 180000 кг
- Двигатель ТРД Д-80
- Мощность: 4× ? л. с.

### Лётные характеристики
- Максимальная скорость: М=4
  - у земли:
  - на высоте м: 3000
- Крейсерская скорость:
- Практическая дальность: 8000-10000 км
- Практический потолок: 25000-27000 м
- Скороподъёмность: м/с
- Нагрузка на крыло: кг/м²
- Тяговооружённость: Вт/кг
- Максимальная эксплуатационная перегрузка:[1]